# Sidni Brener
Sidni Brener (13. januar 1927 — 5. april 2019) je bio južnoafrički biolog. Godine 2002. je dobio Nobelovu nagradu za fiziologiju ili medicinu zajedno sa H. Robertom Horvicom i Ser Džonom E. Silstonom. Brener je dao značajan doprinos radu na genetičkom kodu i drugim oblastima molekularne biologije dok je radio u Laboratoriji za molekularnu biologiju u Kembridžu u Engleskoj. On je ustanovio valjkastog crva Caenorhabditis elegans kao model organizam za istraživanje razvojne biologije, i osnovao Institut za molekularne nauke u Berkliju, Kalifornija, SAD.

## Biografija

### Detinjstvo, mladost i edukacija
Brener je rođen u gradu Germiston u tadašnjem Transvalu (danas u Gautengu) u Južnoafričkoj republici, 13. januara 1927. Njegovi roditelji, Lea i Moris Brener, bili su jevrejski imigranti. Otac koji je bio obućar, došao je u Južnu Afriku iz Litvanije 1910. godine, a majka iz Rige u Letoniji, 1922. godine. Imao je i sestru Filis. Školovao se u gimnaziji Germiston i na Univerzitetu Vitvatersrand. S obzirom da se upisao na univerzitet sa 15 godina, tokom njegove druge godine shvatili su da će biti premlad za medicinsku praksu na kraju svog šestogodišnjeg školovanja, pa su mu dozvolili da završi Višu školu iz oblasti anatomije i fiziologije. Ostao je još dve godine da bi stekao diplomu mastera, a za to vreme se izdržavao radeći honorarno kao laboratorijski tehničar. Njegov master rad je bio iz oblasti citogenetike. 1951. godine je diplomirao medicinu i hirurgiju. Brener je dobio Kraljevsku stipendiju koja mu je omogućila da završi doktorat iz psihologije na Univerzitetu u Oksfordu.

### Karijera i istraživanje
Nakon doktorata, Brener je radio postdoktorsko istraživanje na Kalifornijskom univerzitetu u Berkliju. Sledećih 20 godina proveo je u Laboratoriji za molekularnu biologiju u Kembridžu. Tamo je, tokom šezdesetih godina, dao veliki doprinos molekularnoj biologiji. 1976. se pridružio Salk institutu u Kaliforniji. Zajedno sa Džekom Dunitzom, Doroti Hodgkin, Lesli Orgel i Beril M. Oughton, bio je jedan od prvih ljudi koji su u aprilu 1953. godine videli model strukture DNK, koji su konstruirali Fransis Krik i Džejms Vatson; u to vreme on i drugi naučnici su radili na katedri za hemiju Univerziteta u Oksfordu. Svi su bili impresionirani novim DNK modelom, posebno Brener koji je kasnije i radio sa Krikom u Kavendiš laboratoriji na Univerzitetu u Kembridžu i novootvorenoj Laboratoriji za molekularnu biologiju (LMB).
Brener je značajno doprineo u nastajanju molekularne biologije šezdesetih godina. Prvi doprinos je bio dokaz da su sve preklapajuće genetičke sekvence nemoguće. Ovaj dokaz je odvojio funkciju kodiranja od strukturalnih ograničenja koje je predložio pametan kod Džordža Gamova što je dovelo do toga da Fransis Krik predloži koncept adaptera poznatog kao "transportna RNK (tRNK)". Fizičko razdvajanje antikodona i aminokiseline na tRNK je osnova za jednosmerni protok informacija u kodiranim biološkim sistemima. Ovo je obično poznato kao centralna dogma molekularne biologije, tj. da informacije prelaze iz nukleinske kiseline u protein i ne mogu vratiti sa proteina na bilo drugi protein ili nukleinsku kiselinu. Nakon toga Brener je predložio koncept informacione RNK, zasnovan na ispravnom tumačenju rada Eliota Volkina i Larija Astračana. Sa Fransisom Krikom, Lesli Barnetom i Ričardom J. Vats-Tobinom, Brener je genetski demonstrirao trostruku prirodu koda prevođenja proteina eksperimentom koji su izveli 1961. godine, i koji je otkrio mutacije pomeranja okvira. Na ovaj način omogućeno je rano objašnjenje prirode genetičkog koda. Mnogo godina kasnije Lesli Barnet je pomogao u osnivanju laboratorije Sidni Brener u Singapuru.
Brener i Džordž Pieczenik su napravili prvu kompjutersku matričnu analizu nukleinskih kiselina, koju Brener nastavlja da koristi. Krik, Brener, Klug i Pieczenik su se vratili u svoj rani rad na dešifriranju genetičkog koda pionirskim radom o nastanku sinteze proteina, gde su ograničenja na mRNK i tRNK ko-evoluirala, omogućavajući interakciju pet baza sa obrtanjem antikodonske petlje. Na taj način se stvara sistem prevođenja trostrukog koda bez potrebe za ribozomom. Ovaj model zahteva delimično preklapanje koda. Brener se zatim fokusirao na uspostavljanje Caenorhabditis elegans kao model organizma za istraživanje razvoja životinja, uključujući razvoj neurona. Brener je izabrao ovog crva zbog njegove jednostavnosti i brzog životnog ciklusa. Jedna od ključnih metoda za identifikaciju važnih funkcionalnih gena je bilo je pronalaženje za crva koji su imali neki funkcionalni defekt, što je dovelo do identifikacije novih skupova proteina, kao što je skup UNC proteina. Za ovaj rad, je dobio Nobelovu nagradu za fiziologiju ili medicinu 2002. sa H. Robertom Horvicom i Džonom Silstonom.
Brener je osnovao Institut za molekularne nauke u Berkliju u Kaliforniji 1996. godine. Od 2015. godine je sarađivao sa Institutom Salk, Institutom za molekularnu i ćelijsku biologiju, Odbor za biomedicinska istraživanja u Singapuru, Džanelia istraživačkim kampom i medicinskim institutom Hauard Hjuz. U avgustu 2005. godine, Brener je imenovan za predsednika Okinavskog instituta za nauku i tehnologiju. Takođe je bio član Naučnog odbora u Institutu Skrips istraživanja, gde je bio i profesor genetike.
Naučnu biografiju Brenera napisao je Erol Friedberg u SAD.Brener je pisao redovnu kolumnu ("Loose Ends") u časopisu Savremena biologija. Ova kolumna je bila toliko popularna da je "Loose ends from Current Biology" kompilacija postala kolekcionarski predmet. Brener je napisao "Život u nauci", izdanje koje je objavio BioMed Central.
U 2017. godini, Brener je ko-organizovao serijal predavanja u Singapuru, opisujući deset logaritamskih skala vremena od Velikog praska do sadašnjosti, koje obuhvataju pojavu višećelijskih životnih oblika, evoluciju ljudi, i pojavu jezika, kulture i tehnologije. U seriji predavanja govorili su istaknuti naučnici i mislioci, uključujući V. Brajan Artura, Svanta Paboa, Helgu Novotni i Džeka Szostaka. Godine 2018. predavanja su prilagođena knjizi popularne nauke pod nazivom 10-na-10 Sidni Brener-a: "The Chronicles of Evolution", koju je objavio Vildtipe Books. Brener je takođe održao četiri predavanja o istoriji molekularne biologije, njenom uticaju na neuronauku i velikim naučnim pitanjima. Predavanja su prilagođena knjizi "U duhu nauke: Predavanja Sidneja Brenera o DNK, crvima i mozgovima".

## Nagrade
Sidni Brener je dobitnik više nagrada poput:
- EMBO Membership (1964)
- William Bate Hardy Prize (1969)
- Albert Lasker Medical Research Award (1971)
- Royal Medal (1974)
- Gairdner Foundation International Award (1978)
- Krebs Medal (1980)
- Rosenstiel Award (1986)
- Louis-Jeantet Prize for Medicine (1987)
- Harvey Prize (1987)
- Genetics Society of America Medal (1987)
- Nagrada Kjoto (1990)
- Copley Medal (1991)
- Gairdner Foundation International Award (1991)
- King Faisal International Prize in Medicine (1992)
- Nobelova nagrada za fiziologiju ili medicinu (2002)
- Dan David nagrada (2002)

## Privatan život
Brener je bio oženjen sa Mej Brener (rođ. Kovic, kasnije Balkind) od decembra 1952. do njene smrti u januaru 2010. Imali su troje zajedničke dece Belindu, Karlu, Stefana, kao i njegovog posinka Džonatana Balkinda iz prvog braka njegove žene sa Marcusom Balkindom. Živeo je u Eliju u Kembridžširu. Bio je ateista. Brener je umro 5. aprila 2019. u Singapuru, u 92. godini života.

## Spoljašnje veze
- Sidni Brener u časopisu Nature
- Biografija na sajtu Salk instituta